# Десант на острів Соммерс
Десант на острів Соммерс здійснювався в часі з 8 по 10 липня 1942 року силами радянського Балтійського флоту.

## Географія та попередні події
Острів Соммерс (фінською Someri) являє собою невелику скелю у Фінській затоці із розмірами 950 на 400 метрів, розміщається на стратегічно важливому місці — сила, що володіла ним, могла контролювати морське сполучення між Ленінградом та центральною частиною Балтійського моря. До грудня 1941 року на острові знаходився радянський гарнізон, котрий був евакуйований під час оборони радянського гарнізону з півострова Ханко. До весни 1942 року острів був не контрольованим — доки при зайнятті Гогланда та Великого Тютерса не висадився фінський гарнізон — частина 22-ї окремої роти охорони узбережжя. Після цього на острові збудовано пункт спостереження та берегову артилерію, Соммерс стає важливим елементом німецько-фінської системи протичовнової оборони в Фінській затоці. Гарнізон Соммерса становив 92 вояки при 3-х 45-мм та 2-х 75-мм гарматах, 7-ми 20-мм зенітних автоматах, 2-х 81-мм мінометах, 7 важких та 5 легких кулеметах. Фінське військове керівництво серйозно сприймало загрозу можливого радянського десанту, тому на острові було обладнано 4 опорні пункти оборони, злучені в єдину оборонну систему.

## Підготування до десанту
Літом 1942 року керівництво Балтійського флоту починає масовано скеровувати підводні човни із Ленінграду до ворожих комунікацій, при цьому виявляється хиба щодо Соммерса. Приймається рішення про перебирання острова під радянський контроль; автором задуму та плану операції був командир Кронштадської військово-морської бази, котра була головним осередком Балтійського флоту, каперанг Гордій Левченко — понижений у званні з віцеадмірала у січні 1942 «за здачу Керчі».
Для зайняття острова було підготовлено десантний загін, керівництво операцією покладалося на командира бригади торпедних катерів капітана 2-го рангу В. А. Саламатіна, командиром загону висадки призначено капітана 2-го рангу К. А. Шилова, командиром десантного загону — що нараховував 256 бійців при 10 станкових кулеметах — майор І. В. Пасько; загальне керівництво операцією здійснював Г. І. Левченко — оцінював фінські сили в 60-70 осіб при 2-3 гарматах; при цьому не було розвідано систему острівної оборони та шляхи підходу катерів. Висадження планувалося здійснити в чотирьох місцях окремими групами, вихідним місцем десанту була радянська база на острові Лавенсаарі.

## Власне бойові дії
У ніч на 8 липня загін із десантом — 7 торпедних та 4 патрульні катери рушають до Соммерса та близько 1-ї години ночі виходять у запланований район. Протягом 20 хвилин 12 бомбардувальників ДБ-3 1-го гвардійського мінно-торпедного полку зі складу 1-го гвардійського мінно-торпедного полку під прикриттям винищувачів двома хвилями здійснюють бомбардування острова; зі скинутих 120-ти 100-кілограмових бомб 37 впало у воду. Після цього 2 групи по 3 штурмовики Іл-2 атакують острів з малих висот, 2 літаки було пошкоджено з «ерліконів»; ефект виявився мізерним, фінський гарнізон встиг підготуватися до оборони.
Власне, фінський гарнізон помітив підхід десанту за безхмарного неба та «білих ночей» на значній відстані — у 20-30 кабельтов, та розпочав обстріл. Радянські катери зуміли підійти до берега, де з'ясувалося, що не є можливим впритул наблизитися — через велику кількість каміння й берегових скель. Глибина біля берега становила 5-10 метрів, частина десантників потонула, радіостанція вийшла з ладу.
Під час обстрілу потоплено 1 катер, ще один застряг на камінні, полишений екіпажем, фінська артилерія його знищила. Було пошкоджено 3 торпедні катери та 2 «малі мисливці», в складі екіпажів були вбиті та поранені. Змогли висадитися 164 десантники, на базу повернулися 7 поранених та 15 осіб з катера, котрий не зміг підійти до берега. Решта десанту загинула під обстрілом, близько 70 потонули; одна група висадилася в не запланованому місці.
Фінське керівництво отримує повідомлення від гарнізону Соммерса, терміново відправляє підмогу — канонерські човни «Уусімаа» та «Хямеенмаа» й 5 сторожових човнів. Відбувається бій, в ході якого було потоплено ще 1 катер, при цьому згодом було подано недостовірну інформацію про потоплення фінського канонерського човна. Це відбувалося за активних дій авіації з обидвох сторін, було пошкоджено 1 радянський катер, 2 фінські, здійснено скидання бомби на канонерський човен.
На острові вівся запеклий бій, десантники захопили один з опорних пунктів — Ітяпяя, знищено гармати та 23 фінських вояків вбито чи поранено. Командир десанту Левченко отримує доповідь про висадження на острів та прохання про надсилання другого ешелону десанту, однак відмовився це робити до повного зайняття острова — зважаючи на можливість надходження перебільшеної інформації. Замість цього до острова йдуть 5 патрульних катерів, 4 торпедні катери та канонерський човен «Кама» із завданням відігнати фінські кораблі від Соммерса. Починається морський бій, радянські кораблі не змогли надати ніякої допомоги десанту, один катер був потоплений.
Після 11-ї години до острова підходять фінські 8 катерів та канонерський човен «Турунмаа» і висаджує 109 осіб підкріплення гарнізону; радянський десант опиняється у вкрай тяжкому становищі.
Близько 17-ї години на Соммерс з 3-х катерів змогли висадитися іще 57 радянських автоматників. 13 із них загинули в бою при висадці, катери змогли забрати 23 поранених, при відході від берега був потоплений 1 радянський катер.
До вечора 8 липня на канонерському човні «Кама» виходять з ладу обидві гармати головного калібру, після цього до бою радянським керівництвом вводяться сторожовий корабель та 2 базові тральщики. До бою підходять фінські 2 мінні загороджувачі, німецькі плавбатарея та плавбаза й тральщик; німецьким підводним човном на острів було довезено 10 солдатів та кілька ящиків ручних гранат.
У ніч на 9 липня здійснюється спроба атаки кораблів противника радянськими 3 торпедними катерами, сторожовим кораблем та тральщиком. Торпедна атака закінчилася нічим, але усі 3 торпедні катери були пошкоджені від обстрілу. До острова скеровуються 3 сторожові катери із підмогою, 1 корабель був потоплений, підмога на Соммерс не висаджена.
Станом на ранок 10 липня бій продовжувався, до полудня радянський опір припинився. Окрім 23 поранених, вивезених напередодні, врятованих зі складу десанту не було. Намагання висадити на острів розвідувальні групи успіху не мали. Увесь день біля Соммерса йшов морський бій та взаємні удари авіації по кораблях, було потоплено 2 торпедні катери. У ніч на 11 липня операція припинена, вцілілі радянські кораблі повертаються на базу.

## Втрати та результати
Під час спроби десантування було потоплено радянських 7 торпедних катерів, 1 «морський мисливець», зазнало пошкоджень 10 торпедних, 5 сторожових та 5 інших катерів, 1 базовий тральщик, канонерський човен «Кама» вийшов з ладу через технічні несправності (у звітах фінського керівництва фігурувало 18 потоплених кораблів); у повітряних боях було збито 4 літаки.
За радянських часів дані про втрати десанту не публікувалися. Вперше дані про втрати десанту з'явилися у праці Е. Н. Абрамова — там зазначено про 359 вбитих та 63 поранених червоноармійців. Згідно з фінськими документами, на Соммерсі загинуло 128 радянських бійців та 149 полонені, близько 200 потонуло.
Радянські льотчики та моряки доповідали про потоплені ворожі кораблі — насправді фінсько-німецькі морські сили втрат не мали, було пошкоджено кілька катерів, 2 канонерські човни і тральщик. Фіни визнали на острові вбитими 15 осіб та пораненими 45, на морі — 6 й 18 відповідно, на німецьких кораблях поранених було 6.
Острів лишився під контролем фінів, навколо нього у швидкому часі з фінських та німецьких кораблів виставлено потужні мінні загородження. Під контролем фінів Соммерс перебував аж до вересня 1944 року, коли Фінляндія вийшла із війни з СРСР, та являв собою серйозну перепону для дій радянського Балтійського флоту.